# Royalton (Vermont)
Royalton és una població dels Estats Units a l'estat de Vermont. Segons el cens del 2000 tenia 2.603 habitants.

## Demografia
Segons el cens del 2000, Royalton tenia 2.603 habitants, 1.155 habitatges, i 622 famílies. La densitat de població era de 24,9 habitants per km².
Per edats la població es repartia de la següent manera: un 22,3% tenia menys de 18 anys, un 10,5% entre 18 i 24, un 35,5% entre 25 i 44, un 20,9% de 45 a 60 i un 10,8% 65 anys o més.
L'edat mediana era de 34 anys. Per cada 100 dones de 18 o més anys hi havia 98,7 homes.
La renda mediana per habitatge era de 30.943 $ i la renda mediana per família de 42.898 $. Els homes tenien una renda mediana de 29.708 $ mentre que les dones 26.667 $. La renda per capita de la població era de 16.755 $. Entorn del 7,6% de les famílies i el 15% de la població estaven per davall del llindar de pobresa.